# Вяткин, Фёдор Алексеевич
Фёдор Алексеевич Вяткин (1 января 1864 — 3 февраля 1944, Загреб) — русский морской офицер, контр-адмирал (1915). Участник Первой мировой и Гражданской войны. Вице-адмирал Русской армии (1920). Эмигрант.

## Биография
Родился 1 января 1864 года. Окончил Морской корпус в 1884 году. Контр-адмирал с 1 января 1915, капитан Кронштадтского порта. Во время Гражданской войны в России во ВСЮР. Начальник Новороссийского порта. В Русской Армии до эвакуации Крыма, вице-адмирал, отплыл на пароходе «Кронштадт» из Южной бухты Севастополя. В ноябре в Константинополе на пароходе «Владимир», на котором в декабре 1920 года прибыл в Королевство сербов, хорватов и словенцев, к лету 1921 года там же. В эмиграции в 1930—1935 годах председатель отделения Союза русских офицеров, возглавлял Кружок питомцев Морского корпуса в Загребе. Работал в страховой компании Savа.
Умер 3 февраля 1944 в Загребе. Похоронен в семейной могиле GI 11A-I-175 на кладбище Мирогой, на котором при жизни помогал в организации русского сектора и постройке часовни Святого Воскресения Христова.

## Семья
Жена Наталья Владимировна, урождённая Плотто, (СПб., 1867 — Загреб, 11.09.1929) принимала участие в работе Общества старания о нуждах русской средней и низшей школы, преподавала немецкий язык в Русской реальной гимназии в Загребе.
Сыновья Фёдор (подпоручик, служил во ВСЮР, умер не ранее 5 мая 1939), Игорь (в эмиграции 1948 в Германии).